# Velika šestica
 Izraz Velika šestica ali tudi velikih šest v mednarodnem hokeju na ledu obsega šest reprezentanc, ki so v igri dominirale skozi zgodovino mednarodnega hokeja na ledu, še posebej od 50. let 20. Sestavljen je iz severnoameriških držav Kanade in Združenih držav Amerike ter štirih evropskih držav: Češke republike, Finske, Rusije in Švedske. V času hladne vojne in dve leti zatem sta Sovjetska zveza/CIS in Češkoslovaška prevzeli mesta Rusije oziroma Češke republike v skupini. Štiri evropske članice se včasih imenujejo "Evropska velika štirica" ali "Velika štiri", še posebej zato, da jih razločijo od severnoameriških ekip.
Od skupnih 207 medalj za svetovno prvenstvo v hokeju na ledu , ki jih je podelila Mednarodna hokejska zveza (IIHF), jih je le 21 osvojila reprezentanca izven Velike šestice , od leta 1953 pa so jih osvojili le šest (štiri Slovaška, dve Švica). Od 72 podeljenih olimpijskih medalj v hokeju na ledu jih le sedem ni osvojila velika šestica. Velika šestica je vsako leto od leta 2011 končala med najboljšimi osmimi, kar je zagotavljalo, da se le dve od preostalih 10 ekip prebijeta v izločilne boje na velikih tekmovanjih.